# Emma Thompsonová
Dáma Emma Thompsonová, DBE (* 15. dubna 1959 Londýn, Velká Británie) je britská herečka a scenáristka. Narodila se v londýnské čtvrti Paddington. Jejím otcem byl herec Eric Thompson, matka skotská herečka Phyllida Law. Má mladší sestru Sophii, která je také herečkou. Emma strávila část svého života ve Skotsku a říká, že „cítí jako Skotka“.

## Vzdělání
Chodila do Camden School pro dívky a později studovala anglický jazyk na Newnham College na University of Cambridge, kde se stala členkou a viceprezidentkou univerzitního komediálního souboru Footlights. Její herecký talent byl již v té době natolik působivý, že agent Richard Armitage s ní podepsal kontrakt dva roky před ukončením studia. Emma dostudovala Cambridge v roce 1980. Brzy nato se dostala do širšího povědomí veřejnosti svojí hlavní rolí ve West Endu obnovou muzikálu Já a moje dívka.

## Kariéra
Nejdříve účinkovala v televizi včetně komediální show Alfresco, vysílané v letech 1983 a 1984. V roce 1984 hostovala spolu se Stephenem Fry a Hughem Laurie v epizodě Bambi sitcomu The Mladí v partě.
V roce 1987 začal její průlom rolí zrzavé rockové kytaristky Suzi Kettles v kultovním televizním seriálu BBC Tutti Frutti. Následovala série Fortunes of War (role Harriet Pringle), ve kterém si zahrála se svým budoucím manželem Kennethem Branaghem. Za tyto dvě role vyhrála v roce 1987 cenu BAFTA v kategorii nejlepší herečka.
Její první filmová role byla v romantické komedii Richarda Curtise The Tall Guy (1989), kde hrála po boku Jeffa Goldbluma. Její kariéra se nastartovala a začala dostávat pochvalné kritiky za své výkony jako byla například role v Howards End (1992), za který získala Oscara za nejlepší ženský herecký výkon, právnička Gareth Peirce v In the Name of the Father (drama o Guildford Four), kde hrála po boku Daniela Day-Lewise, Soumrak dne nebo britská malířka Dora Carringtonová ve filmu Carrington. Dalšího Oscara získala v roce 1996 za nejlepší upravený scénář románu Jane Austenové Rozum a cit. Film režíroval Ang Lee. Hrála ve vedlejší roli jako Sybille Trelawneyová ve filmech Harry Potter a vězeň z Azkabanu a Harry Potter a Fénixův řád.
V roce 1997 si zahrála ve snímku Zimní host (The Winter Guest) spolu se svou matkou Phyllidou Law v režii Alana Rickmana, se kterým účinkovala v několika filmech, například i v bláznivé romantické komedii Láska nebeská z roku 2003.
V říjnu 2005 se poprvé vysílal film Kouzelná chůva Nanny McPhee, podle jejího upraveného scénáře vycházejícího z námětu knihy Christianny Brand. Ve filmu Stranger Than Fiction hrála roli autorky, která plánuje zabití hlavní postavy své knihy Harolda Cricka, který se stane skutečným člověkem.
Ve filmu Já, legenda hrála doktorku Alice Krippin. V Last Chance Harvey si zahrála s Dustinem Hoffmanem. V roce 2009 se objevila ve snímku An Education a také si zahrála v novém filmu Richarda Curtise Piráti na vlnách (The Boat That Rocked). V roce 2011 se vrátila ke ztvárnění Sybille Trelawneyové v poslední části filmové adaptace Harry Potter a Relikvie smrti.

## Filmografie
Podrobnější informace naleznete v článku Filmografie Emmy Thompsonové.

## Osobní život
V Cambridge měla románek s hercem Hughem Laurie. 20. srpna 1989 se provdala za herce Kennetha Branagha. Hráli spolu v několika filmech a v televizním seriálu Fortunes of War. Rozvedli se v říjnu 1995. V roce 2003 v Dunoone, ve Skotsku se provdala za herce Grega Wise. Mají spolu dceru Gaiu Romilly narozenou v roce 1999. V roce 2003 adoptovali rwandského sirotka a bývalého dětského vojáka jménem Tindyebwa Agaba.